# مارتن بيدرسن (دراج)
مارتن بيدرسن (بالدنماركية: Martin Pedersen)‏ مواليد 15 أبريل 1983، هو دراج دانمركي في صنف سباق الدراجات على الطريق.

## روابط خارجية
- مارتن بيدرسن على موقع الاتحاد الدولي للدراجات (الإنجليزية)
- مارتن بيدرسن على موقع أرشيف الدراجات (الإنجليزية)
- مارتن بيدرسن على موقع إحصائيات الدراجات الإحترافية (الإنجليزية)
- مارتن بيدرسن على موقع CycleBase (الإنجليزية)
- Team CSC profile